# Pou de glaç de Castanyet
El Pou de glaç de Castanyet és una obra de Santa Coloma de Farners (Selva) inclosa a l'Inventari del Patrimoni Arquitectònic de Catalunya.

## Descripció
Es tracta de les restes d'un antic pou de glaç situat prop de la riera de Castanyet. Actualment només queda una quarta part del mur de pedra seca que arriba fins a l'arrancada de la volta desapareguda. El parament presenta cavitats regulars on s'hi devien disposar els travessers de les politges. La construcció està amagada per la vegetació i ha quedat situada a la paret d'un marge.

## Història
L'any 1720 l'ajuntament de Santa Coloma de Farners fa una capitulació per a la distribució i venda de glaç a la vila, això explica que hi hagi més d'un pou que es conservi.